# Мильцево (платформа)
Ми́льцево — остановочный пункт Казанского направления Горьковской железной дороги. Расположен в деревне Мильцево Гусь-Хрустального района Владимирской области. В эту деревню можно попасть не только по железной дороге, но и на автобусе, идущем из Гусь-Хрустального в Старково.
Останавливаются пригородные поезда маршрута Черусти — Вековка. До Москвы-Казанской 188 км.
Остановочный пункт имеет две низкие платформы. Билетная касса отсутствует. Единственный на участке Москва — Вековка с низкими платформами (на всех соседних высокие платформы). Также имеет наименьший пассажиропоток на этом участке.
Здесь происходили события, описанные в рассказе Солженицына «Матрёнин двор».